# Racci Shay
Racci Shay Hart, pseudonim "Sketchy" (ur. 5 grudnia 1973) – amerykański perkusista rockowy.
Obecnie zamieszkały w Dallas w Teksasie (USA). Grę na perkusji rozpoczął w wieku 13 lat, jego inspiracją był Tommy Lee z zespołu Motley Crue.

## Zespoły
- Genitorturers: 1996 – 1999
- Dope: 2001 – 2006
- Wednesday 13: 2006 – obecnie
  - Okazjonalnie grywał w The Rejects i Synical